# Peter Hewat
Pas d'image ? Cliquez ici

a Compétitions nationales et continentales officielles uniquement.

b Matchs officiels uniquement.
Dernière mise à jour le 4 janvier 2018.
Peter Hewat, né le 17 mars 1978 à Inverell (Australie), est un ancien joueur de rugby à XV australien ayant occupé les postes de trois-quarts aile ou d'arrière. Il est l’entraîneur des lignes arrière de la franchise australienne des Brumbies depuis 2018. 

## Biographie
Il a débuté dans le Super 12 en 2005 contre les Waikato Chiefs, marquant 173 points et 10 essais en 12 matchs.
C’est à la fois un marqueur d’essais et un très bon buteur, un des quatre meilleurs actuellement dans le Super 14. Il peut aussi jouer demi d’ouverture et a remplacé Matt Rogers lorsque ce dernier était blessé.
Il a joué avec l’équipe d’Australie des moins de 21 ans en 1998 et en rugby à VII de 2001 à 2003.
Entre 2007 et 2010, il joue avec l'équipe anglaise des London Irish.
Il rejoint ensuite le championnat japonais et les Suntory Sungoliath avec qui il termine sa carrière de joueur en 2013. Il retourne également en Australie en 2012 pour une courte pige avec les Brumbies, afin de compenser la blessure de Christian Lealiifano, mais ne dispute finalement aucun match.
Il devient entraîneur des Suntory Sungoliath de 2013 à 2017, avant de rejoindre les Brumbies en 2018 en qualité d’entraîneur des lignes arrière.

## Palmarès
- Nombre de capes en Super 12/14 : 40
- Nombre de points en Super 12/14 : 520

- Demi-finaliste de la coupe d'Europe (H Cup) en 2008 avec les London Irish.

- Champion de Top League en 2012.
- Champion du All Japan Championship en 2011 et 2012.